# Historia de San Clemente

Escudo de la Villa de San Clemente.

Los primeros vestigios arqueológicos que demuestran la existencia de la Villa de San Clemente (Cuenca) España, datan de la Edad del Bronce Medio (1500 a 1250 a. C.). Estos restos aparecen en la Morra de Rus y el Cerro del Toril. También aparecen diversos restos de la época Celtíbera, entre los que destaca un poblado celtíbero.

## Época Romana

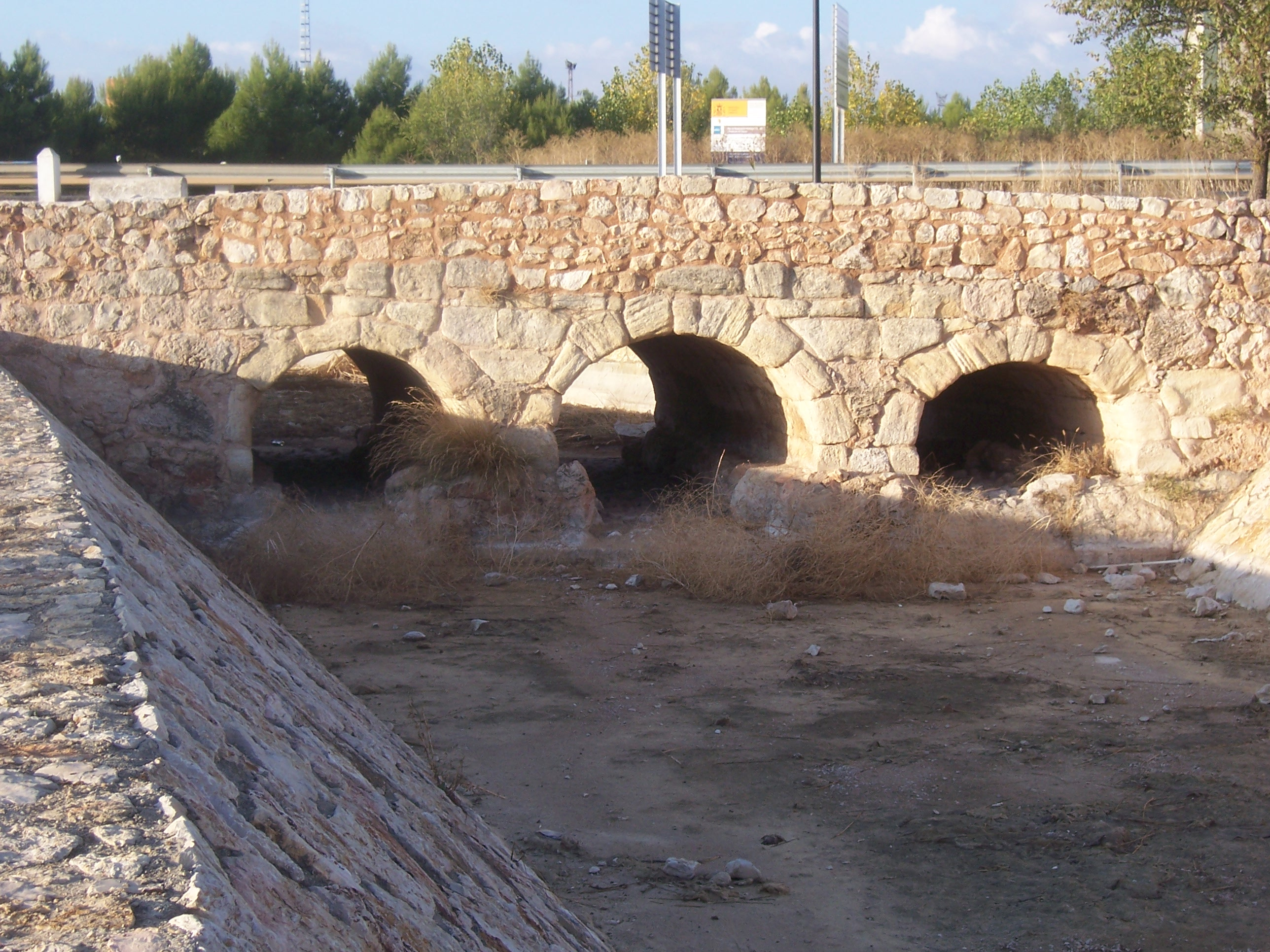
Puente Romano de San Clemente

Durante la Época Romana (republicana e imperial) aparece el Puente Romano construido para flanquear el río Rus. Esta obra es un magnífico puente de tres arcos de fábrica de sillar siendo el mejor conservado de todos los puentes romanos de la provincia. También hay constancia de un miliario de la vía Segobriga-Carthago Nova que pasaba por la actual Villa.
De la época Tardorromana (s.III y IV d. C.) se aprecian restos pertenecientes a antiguas villas romanas, el descubrimiento de un fuste de columna visigoda, decorada con motivos geométricos sobre la caliza, nos demuestran también el paso de este pueblo visigodo. Dicho fuste se puede reconocer como parte integrante de un cancel perteneciente a una antigua basílica visigoda.

## Época musulmana y nacimiento de la villa
Cuenta la tradición que en un altozano de la llanura del término de San Clemente, a ocho kilómetros al norte de la villa y cerca del nacimiento del río Rus, existió una población goda que veneraba una Virgen; con motivo de la invasión musulmana, la ocultó en una cueva excavada en la roca, para evitar su profanación.
En dicho paraje se instaló posteriormente una población mora, de cuyo asentamiento quedan ruinas. Corresponden a varios paramentos de mampostería pertenecientes a los muros de una fortaleza rural, y que están derrumbados a los pies del actual torreón-palomar (del siglo XIX) y que junto a otras fortalezas rurales (Cañavate, Garcimuñoz), serían de gran ayuda para Alarcón durante la resistencia de estos almohades contra las fuerzas de Alfonso VIII. 
Una vez reconquistado este territorio por huestes cristianas, un pastor halló la imagen de la virgen en una cueva popularmente conocida como de la Mora, al pie de dicho castillo. La virgen, Virgen de Rus por el nombre del paraje donde fue encontrada, es hoy la Patrona de San Clemente, estando construida su ermita a los pies de la mencionada fortaleza.
El nombre actual de la villa le viene de uno de aquellos caballeros que se estableció en sus campos, llamado Clemente Pérez de Rus.
Este hidalgo, natural del Castillo de Rus (de donde toma el apellido), construyó una casa de campo en una llanura de buenas tierras y bañada por el río Rus.
Se desconoce la fecha exacta del nacimiento de Clemente Pérez de Rus y de su casa de campo. Pero en una lápida antiquísima, desaparecida quizás a consecuencia de las guerras, se podía leer. "Aquí yace el honrado caballero Clemente Pérez de Rus, el primer hombre que hizo casa en este lugar e le puso el nombre de San Clemente. Falleció en la era del nacimiento de Nuestro Señor Jesucristo, mil y ciento treinta y seis años". Siglo XII, como puede verse, y Clemente de nombre su fundador que puso al recién creado caserío el del santo de su onomástica.

## SiglosXIIIyXIV

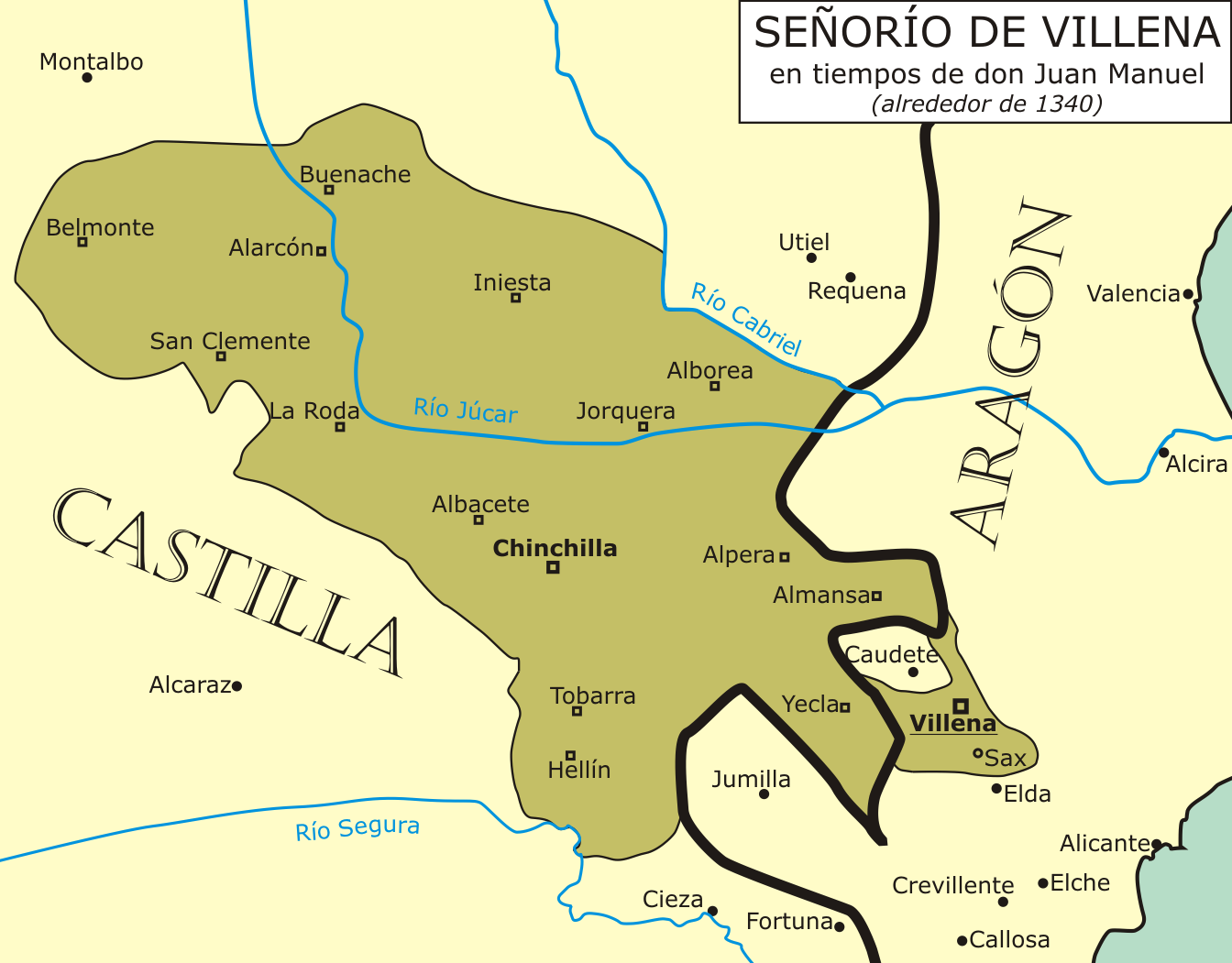
Extensión del Señorío de Villena en tiempos de don Juan Manuel, alrededor de 1340

La Reconquista irá marcando la completa formación del actual asentamiento de la Villa. Alfonso VIII, tras conquistar Cuenca y Alarcón, le concede en 1211 el privilegio de posesión de la aldea de Rus, recién reconquistada a los almohades, a Pelayo Peláez y compañeros.
Dependiente de Alarcón pasa con ella a formar parte del Marquesado de Villena. A principios del siglo XIV el infante Don Juan Manuel amenazó al rey de Castilla, Fernando IV, que le concedió la propiedad del castillo de Alarcón y villa en 1305.
Más tarde pasa a los Infantes de Aragón, acabando finalmente en manos de Don Juan Pacheco, Maestre de la Orden de Santiago y primer Marqués de Villena.
El Castillo de Santiago de la Torre, de finales del siglo XIII e inicios del XIV, demuestra que San Clemente estaba en la órbita de la Orden de Santiago, ya que la jurisdicción del señorío de Alarcón estaba bajo el poder del Maestre de la Orden de Santiago. Además el corregidor de la villa a finales del siglo XVII pertenecía a la Orden de Santiago, por lo que la influencia de esta Orden perduró a lo largo del tiempo. 

## SiglosXVyXVI

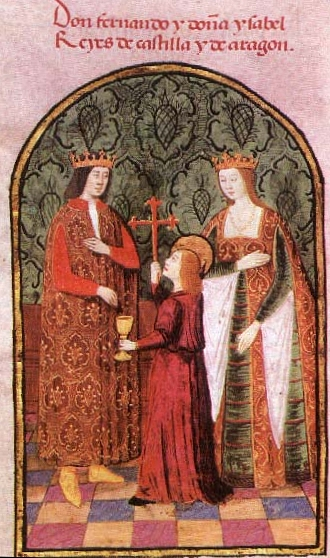
Los Reyes Católicos (Fernando II de Aragón e Isabel I de Castilla) visitaron San Clemente en 1488, haciéndola de realengo.

En aquellos tiempos de la reconstitución política de los pueblos bajo el patrocinio de los reyes, todos aspiraban a la autonomía e independencia de los señoríos mediante fueros y carta-pueblas, y uno de ellos fue San Clemente, consiguiendo, con fecha 10 de diciembre de 1445, que el Maestre de Santiago don Juan Pacheco lo elevase a Villa, título que le reconocieron Juan II de Aragón y Navarra y Enrique IV de Castilla.
Un hecho importante en la historia de San Clemente radica en la guerra que mantuvieron los Reyes Católicos contra los seguidores de Beltraneja, aspirante al trono que ostentaba Isabel la Católica entre los años 1476-1479, entre cuyos seguidores se encontraba Don Diego Pacheco, Marqués de Villena. En este enfrentamiento, el pueblo de San Clemente decidió apoyar a Isabel la Católica y se rebela contra el poder del Marqués de Villena. Gracias a ello, Doña Isabel concede en 1476 la merced de un mercado franco los jueves de cada semana.
Una vez finalizada la guerra con victoria para el bando isabelino, el apoyo que San Clemente le brindó sirve para que los Reyes Católicos decidieran incorporar la villa de San Clemente a la corona, haciéndola de realengo y otorgándole la independencia de la villa de Alarcón; recibiendo la visita de los Reyes Católicos el 9 de agosto de 1488, visita en la que, como símbolo de gratitud por el apoyo prestado, confirmaron los privilegios que anteriormente les habían otorgado, jurando “de facer guardar y facer mandar guardar todas las cosas y mercedes y privilegios que tenía dicha villa”.
La ya ciudad alcanza su máximo esplendor durante el periodo que va del siglo XV a la primera mitad del siglo XVI, fechas en las que la zona se repuebla y experimenta un gran desarrollo agrícola y alcanzando una población superior a los dos mil habitantes. En estos años, San Clemente destaca por la riqueza y extensión de sus tierras lo que fue atrayendo a multitud de nobles, hidalgos, campesinos y religiosos. Fijan su asiento en San Clemente, en casas de artísticas portadas, rematadas por sus escudos de armas, las principales familias hidalgas de la comarca, cuyos apellidos han quedado reflejados en la relación de pueblos del Obispado de Cuenca, entre los que cabe destacar a la familia Haro, cuyos importantes miembros dejaron muestra en varios edificios de su paso por la población.
Es durante estos siglos cuando en San Clemente se fundan hospitales como el de Nuestra Señora de la Concepción y el de Santiago para mujeres pobres así como el de San Sebastián para peregrinos y mendigos; se levantan monasterios y conventos de Franciscanos (fundado en 1466), del Carmen (siglo XVI) y de Trinitarias y Clarisas (ambos en el siglo XVI); se construye la Real Casa de Estudio de la Compañía de Jesús (siglo XVI), el Real Posito (siglo XVI) y se establece en la localidad la residencia del Gobernador del Marquesado de Villena con jurisdicción en veintiséis villas y dos ciudades, muchas de ellas pertenecientes jurídicamente y tributariamente a San Clemente, entre las que encontramos villas como Vara de Rey, Casas de Fernando Alonso, Villar de Cantos, Cañavate o la Aldea de Santiago de la Torre.
A tenor de todo este esplendor, dice Torres Mena que se consideró a la villa de San Clemente como capital de la Mancha Alta, llamada de Aragón o Montearagón, denominándola la Pequeña Corte Manchega, debido a que se daba toda la estructura social, administrativa, eclesiástica y urbanística que correspondía a la Corte de Valladolid o Madrid, pero a pequeña escala.
El sabor renacentista de este gran periodo queda reflejado en la mayoría de los edificios, en donde destaca el conjunto urbanístico de la Plaza Mayor, corazón del Conjunto Histórico-Artístico, con los edificios del: Antiguo Ayuntamiento, La Audiencia Real, Posito e Iglesia Parroquial de Santiago Apóstol. La mayoría de las Casas-Palacios, iglesias, ermitas y conventos de la villa son también de esta época.

## SigloXVII
Pero al igual que toda la región, y en general en toda la España interior, a comienzos del siglo XVII experimenta los primeros síntomas de decadencia. Entre sus causas hay que señalar las consecuencias de la guerra de los moriscos de Granada, una gran plaga de langosta, una tremenda epidemia de peste y el excesivo poblamiento, todo ello combinado con un descenso de los rendimientos agrícolas y una ganadería limitada por el escaso número de pastos propios y por su exclusión en los circuitos de la trashumancia.
Pero este siglo fue el gran Siglo de Oro de las Letras, siendo la obra de Don Quijote de la Mancha reflejo de esta sociedad española. La villa de San Clemente hace acto de presencia en la Segunda parte del Quijote a través de la ermita de Rus, en los capítulos XXIV y XXV con la historia del ermitaño (el Voto a Rus! de Sancho) y el encuentro en la Venta con maese Pedro el Tirititero y su mono adivino.
San Clemente se revitalizó durante la segunda mitad del siglo XVII al transmutar su estructura económica agraria en una economía de servicios tanto administrativos como comerciales y artesanales. La población estuvo gobernada por un corregidor y veinte regidores, el último corregidor, al establecer el régimen municipal, era Diego López de Haro, señor del barrio de San Sebastián.

## SigloXVIII

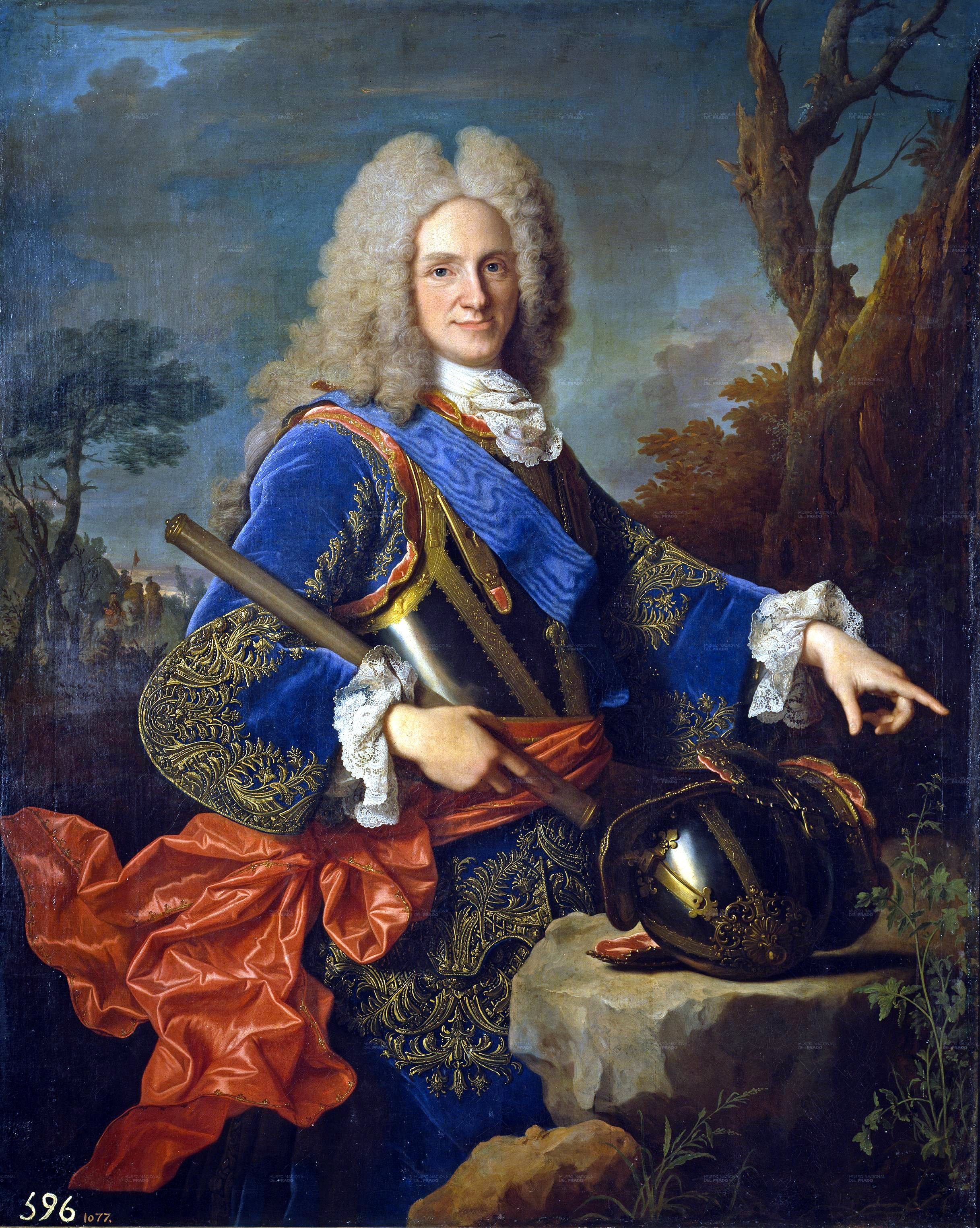
Felipe V le concedió el título de Muy Noble, Muy Leal y Fidelísima Villa, por permanecer a su lado en la guerra de Sucesión.

Durante la guerra de Sucesión San Clemente fue un lugar estratégico. En esta Villa estuvo asentado el cuartel general del Duque de Berwick, mostrando con insignes hechos de armas a su lealtad a Felipe V.
La victoria final fue para Felipe V, quien concedió a San Clemente por su lealtad demostrada durante la guerra el título de "Muy Noble, Muy Leal y Fidelísima Villa".
Con la nueva dinastía de los Borbones se refuerza en el siglo XVIII la recuperación económica, debida a un cambio de estructura administrativa, militar y económica propulsada por Felipe V, y en donde la centralización estatal, a través del funcionariado, ministerio y Decretos de Nueva Planta, era la pieza clave del nuevo sistema, que controlaba toda la administración de la Corona desde la base local, valiéndose para ello de figuras administrativas como corregidores, regidores, síndicos del pregonero, etc.
En el año 1753 existían en San Clemente un Corregidor y veinte Regidores, todos caballeros conocidos de la Villa. Este nuevo cambio estructural hará surgir en San Clemente una nueva y fuerte hidalguía.
En 1766 con el Motín de Esquilache, tras el cual estaba la mano del marqués de la Ensenada y de los Jesuitas (quienes no apoyaban la política de Carlos III), se produjo la expulsión de los Jesuitas y la desamortización de sus posesiones por parte del monarca. La Real Iglesia y los terrenos adyacentes a esta pertenecientes a los jesuitas en San Clemente fueron desamortizados a favor de la corona de Carlos III, quien deja constancia de ello construyendo una portada con escudo de la Casa de Borbón y leyenda, para así hacer alusión al acto de toma de posesión de los antiguos dominios de los jesuitas en la Villa de San Clemente.
Durante este siglo XVIII aparecen en la Villa nuevas nobles familias con un gran peso económico, que adquirirán grandes posesiones y latifundios, quienes construyeron unas enormes casas-palacios con la influencia de estilo del último barroco del XVIII, ya claramente enlazando con la línea más rococó y neoclásica, y siempre bajo el sobrio estilo castellano-manchego de sus patios interiores. Algunos descendientes de estas nuevas familias nobiliarias fueron Diputados provinciales y Diputados en Cortes durante el siglo XIX.

## SigloXIX
Durante la Guerra de la Independencia, la división del General Frère se estableció en San Clemente en junio de 1808. Este población se consideraba un punto central, al garantizar la carretera hacia Sevilla, Valencia y Cartagena. Desde San Clemente se cubría la retaguardia a Moncey en su ataque a Valencia y a Dupont hacia Andalucía, conectando ambos con Madrid.
Sin embargo, como atestiguan varios correos y despachos interceptados a los franceses, la división Frère no pudo realizar su cometido. Los motivos son múltiples: Napoleón fijó que San Clemente garantizase las comunicaciones tanto hacia Sevilla como a Valencia, sin más base que un mapa mal interpretado en Bayona. Pero la magnitud de recorridos y la dificultad de comunicaciones no permitió hacer bien ninguno de los dos. También influyeron los padecimientos que le infringieron los pobladores de San Clemente, entre los que destacó por su valentía y bravura en la lucha el comandante sanclementino Bibiano Hellín, héroe de la Guerra de Independencia, al que cita Pérez Galdos en los Episodios Nacionales.
Tras fracasar en la toma de Valencia, el mariscal Moncey retorna hasta San Clemente. Allí pretende reparar la artillería, dar descanso a sus hombres y reforzarse con la división de Frère, con el objetivo de intentar por segunda vez atacar Valencia. Sin embargo el General Savary, alarmado por el avance de La Cuesta y Blake, ordena a Frère volver a Madrid.
La política del ejército francés consistía en obtener los víveres de la población civil. Para ello saquea, destroza e incendia las poblaciones, amén de violaciones y otros desmanes. Esto ocurrió en todos los lugares donde se establecía y, cómo no, también en San Clemente. Tras la marcha de los franceses, San Clemente quedó sumida en una profunda miseria, de la que costó largos años salir.

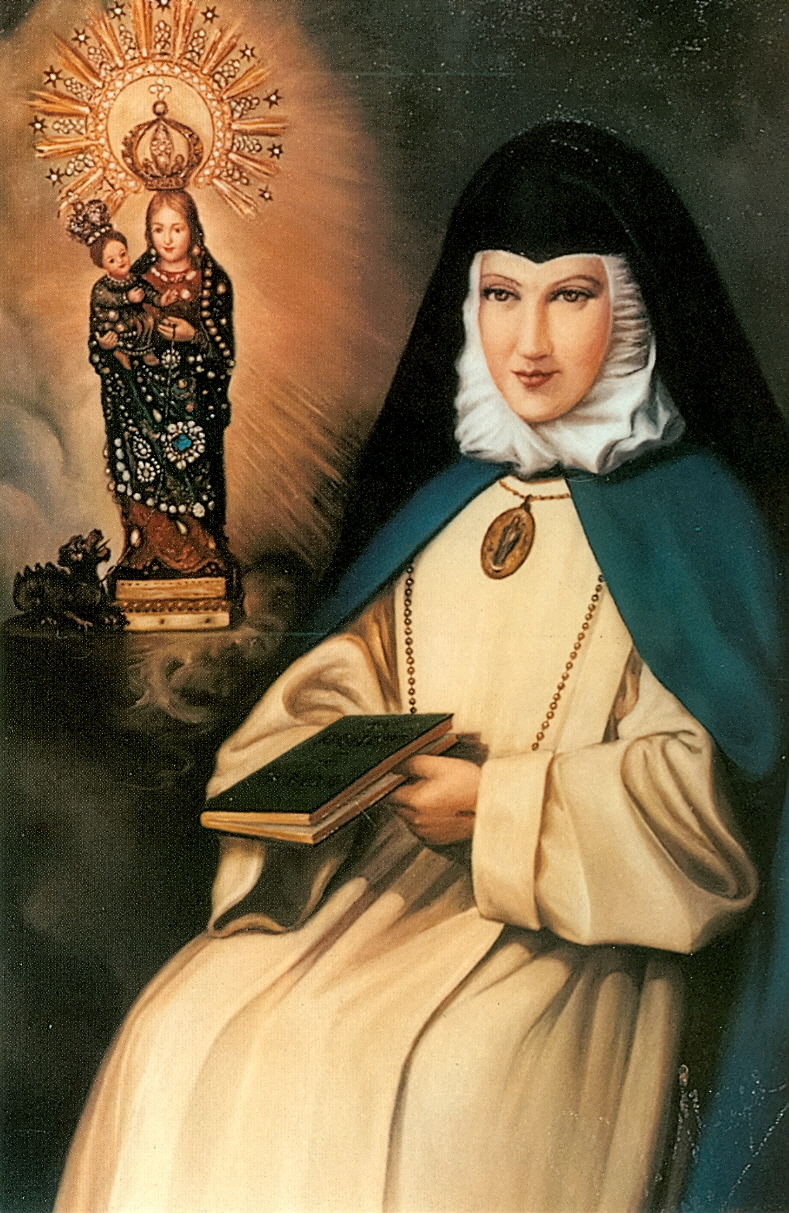
Sor Patrocinio, la Monja de las Llagas

Una vez finalizada la contienda, en el año 1814, San Clemente quedó señalado como uno de los once partidos judiciales de la provincia de Cuenca, junto a los poblaciones de Cuenca, Huete, Iniesta, Belmonte, La Roda, Requena, Cañete, Priego, Buenache y Tarancón.
Durante el Trienio Liberal San Clemente fue Cabeza de Partido Constitucional de toda la comarca.
Otro personaje relevante es Sor Patrocinio, natural de San Clemente y más conocida como "Monja de las Llagas", fue una religiosa española de la Orden de la Inmaculada Concepción, de gran presencia en la vida social y política española durante la segunda mitad del siglo XIX, debido a la influencia que ejerció sobre la reina Isabel II y su esposo Francisco de Asís de Borbón.
El progreso económico e industrial que supuso el ferrocarril a partir de mediados del siglo XIX por las ciudades por donde pasaba, no afectó a San Clemente. Las clases altas de San Clemente (nobleza, Iglesia, funcionarios, etc) no vieron con buenos ojos la revolución social que suponía el ferrocarril, que facilitaba el acercamiento de las distintas clases sociales.
A partir de ese momento, la villa renacentista quedó anclada en el pasado y aislada en el interior de La Mancha del avance industrial del Levante y norte de España.

## 

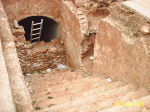
Una de las entradas al refugio, durante la reconstrucción.

## SigloXX

### Guerra Civil
San Clemente quedó, durante toda la Guerra Civil Española en el Bando republicano.
Se estableció en San Clemente un campo de aviación o aeródromo en el otoño de 1936, ubicado en la carretera de Sisante paralelo al margen izquierdo. Se estableció allí la 3.ª escuadrilla del grupo 12 de bombarderos Tupolev SB-2 (katiuska) y algunos cazas biplanos rusos Polikarpov I-15, los chatos. Una vez preparada la pista, a finales de octubre y principios de noviembre, llegaron los aviones a San Clemente, junto con los pilotos, mecánicos y un teniente coronel (todos ellos rusos). En marzo de 1937 fue nombrado Jefe de esta escuadrilla Leocadio Mendiola Núñez. Con muchísima actividad, participó entre otros en el ataque erróneo al crucero Deutschland y en la Batalla de Belchite.
Leocadio fue el primer piloto español en acreditarse como piloto del bombardero estratégico Katiuska, y el único piloto en recibir la Placa Laureada de Madrid por parte de la República.
Mientras se construía el campo de aviación fue bombardeado El Provencio, parece que por error al querer atacar el campo de San Clemente. Las autoridades decidieron entonces la construcción de un refugio antiaéreo; eligieron la Plaza del Ayuntamiento como entrada con el fin de que, llegado el momento del bombardeo, en pocos minutos todas las autoridades pudieran entrar, porque la poca capacidad con que se ejecutaron impedía albergar a toda la población de San Clemente.
Viendo hoy lo que está a exposición pública del antiguo refugio, se observa que ni se eligió bien el lugar donde construirlo (la tierra del lugar se hunde con facilidad) ni fue construido como ha de ser hecho un refugio antiaéreo (la profundidad está muy lejos de los nueve metros necesarios). Por suerte, San Clemente no fue bombardeado y al terminar la guerra fueron tapiadas las entradas.
También dieron la orden de pintar fachadas y puertas de tierra de color rojo, para evitar ser vista la población de San Clemente desde el aire y, con ello, como si de un camuflaje se tratara, impedir bombardeos aéreos. Se ordenó igualmente tener por la noche apagado todo alumbrado y ventanas y puertas cerradas para evitar destellos detectables desde algún avión.
En muchas casas de San Clemente había cuevas que, sin duda, llegado el momento serían usadas por sus propietarios como refugio.